# Christoph Zeller (Bauernführer)

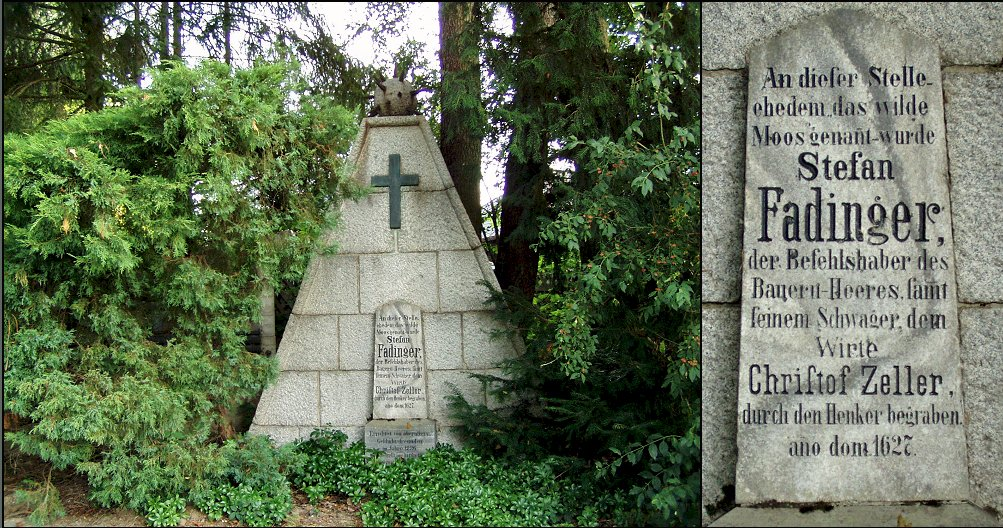
Grabmal für Stefan Fadinger und Christoph Zeller im Seebacher Moos

Christoph Zeller († 18. Juli 1626 bei Urfahr, Oberösterreich) war Wirt in Haibach ob der Donau und St. Agatha, Schwager von Stefan Fadinger und ging als Oberhauptmann der Bauern des Mühl- und des Machlandviertels im Oberösterreichischen Bauernkrieg von 1626 in die Geschichte ein.

## Leben
Die Vorfahren von Christoph Zeller besaßen über mehrere Generationen eine Taverne in Haibach ob der Donau. Von Zellers Leben vor dem Bauernkrieg wissen wir im Wesentlichen aus einem Brief des Erasmus von Rödern an den Freiherrn von Tattenbach aus dem Jahr 1626 Bescheid: Erzogen wurde er von Hieronymus Schlux zu Grueb und Haglau, einem Angehörigen des obderennsischen Ritterstandes, der seinen Sitz auf Schloss Grueb in Kirchberg ob der Donau hatte. Diesen begleitete er wahrscheinlich bei dessen Reisen, die dieser in seiner Funktion als Starhembergischer Lehenspropst nach Österreich ob und unter der Enns unternahm. Nach dem Tod seines Mentors 1603 wurde Zeller Soldat. Frühestens ab 1606 hatte er die elterliche Taverne in Haibach inne, welche dann zwischen 1607 und 1611 an seinen Bruder Georg überging. Kurz vor dem Jahr 1625 brachte er eine Taverne in St. Agatha in seinen Besitz.
Nachdem der bayrische Statthalter Adam Graf von Herberstorff eine Rebellion bewaffneter Untertanen, gegen die gewaltsame Einsetzung eines katholischen Pfarrers, im Frankenburger Würfelspiel vom Mai 1625 grausam sanktionieren ließ, war die gesamte Bauernschaft Oberösterreichs in Aufruhr und genoss Solidarität auch unter den nichtbäuerlichen Schichten.
Zusammen mit seinem Schwager Stefan Fadinger plante er einen Aufstand für den 31. Mai 1626, eine Rauferei mit bayrischen Besatzungssoldaten in Lembach im Mühlkreis löste aber bereits am 17. Mai das allgemeine Aufgebot aus. Sofort besetzten die Bauern Burgen und Märkte, darunter den Markt Peuerbach. Daraufhin machte sich der Statthalter Herberstorff mit einer Streitmacht auf den Weg dorthin. Dabei gelang es den aufständischen Bauern unter der Führung Zellers den Statthalter mit seiner Streitmacht in eine Falle zu locken und diese durch einen Angriff auf die rechte Flanke in abschüssigem Gelände fast vollständig aufzureiben. Nach dieser Schlacht wurde er zum Oberhauptmann der Bauern im Mühl- und Machlandviertel gewählt. Bei der anschließenden Belagerung von Linz befehligte er zwei Monate die Bauern am linken Donauufer.
In der Nacht zum 18. Juli landete bayrische Verstärkung mit Waffen und Verpflegung in Linz. Herberstorff unterstützte die Anlegung durch verstärkten Artilleriebeschuss der feindlichen Stellungen in Urfahr und durch einen Ausfall. Bei diesen Kämpfen wurde Zeller durch einen Herzschuss getötet.
Er wurde, wie auch sein Kampfgefährte Stefan Fadinger, am Eferdinger Friedhof begraben.
Nach dem Zusammenbruch des Bauernaufstandes im November 1626 wurden die Leichen von Zeller und Fadinger, im Zuge des Strafgerichts gegen die Rädelsführer, im März 1627 auf Anordnung des Statthalters Herberstorff vom Scharfrichter wieder ausgegraben und im Seebacher Moos (bei Eferding, heute Hinzenbach) verscharrt.

## Würdigung
- In Ottensheim wurde zum Andenken an Christoph Zeller eine Gedenktafel am Zeller Platzl angebracht.[1]
- In Grein ⊙ und in Peuerbach wurde die Christoph-Zeller-Straße nach ihm benannt.

## Bewertung
Wie seinen Schwager Fadinger zeichnete sich auch Zeller in erster Linie nicht durch seine Führungsqualitäten oder durch militärische Erfahrung, sondern durch seinen persönlichen Mut und sein Draufgängertum aus, was auf die Kampfgefährten ermutigend wirkte. Die fehlende militärische Kompetenz der Führungspersönlichkeiten, die von der zeitgenössischen Militärstrategie keine Ahnung hatten und somit nicht in der Lage waren, einen Plan für den Feldzug zu entwickeln, stellte sich aber im Nachhinein als einer der Hauptgründe für die Niederlage der Bauern heraus. Besonders das lange Zögern der Bauern nach dem Treffen bei Peuerbach, das es den Verteidigern von Linz ermöglichte, die Stadt zu befestigen ist in diesem Zusammenhang zu nennen.